# دو قطره
دو قطره (انگلیسی: Do Boond Pani) یک فیلم هندی به کارگردانی خواجه احمد عباس و محصول سال ۱۹۷۱ است.